# Rok 'n' Band
Rok 'n' Band je slovenska pop rock glasbena skupina.
Skupino Rok'n'Band je Rok Ferengja ustanovil 1995, navdih črpa iz glasbe petdesetih let in njenih najodmevnejših izvajalcev. Prve tri pesmi so bile za radijske postaje so bile v 1996 izdane: Ne težit, Dekle mojega prijatelja in Moja mlada ljubica leta. Za pesem Moja mlada ljubica so v ljubljanskem Orto baru istega leta posneli tudi svoj prvi videospot. Zgodbico je režiral Branko Đurić- Đuro
Leta 1997 je Rok'n'Band izdal ploščo z naslovom Da padeš dol. Ker je bila pesem Jagode in čokolada avtorja Saše Lošića takrat prijavljena na slovenski izbor popevke za pesem evrovizije (EMA), je prvih 1.000 primerkov plošče izšlo brez te pesmi. Na tekmovanju so zasedli tretje mesto, a je Rok vseeno odšel na Evrovizijo – kot spremljevalni vokal zmagovalne Tanje Ribič. Album Da padeš dol je dosegel naklado 40.000 izvodov, 1998 je izšla plošča Kako me mika, ki je s pesmijo Nika dosegla platinasto naklado. Enako naklado je leta 1999 dosegel album V nevarni fazi.
Rok se lahko s svojo skupino pohvali z večkrat razprodano veliko dvorano Cankarjevega doma v letu 2006. Ob 70-letnici Elvisa so se le-temu fantje poklonili s koncertom »Tribute to Elvis«. Nastop so z izjemnim uspehom ponovili v portoroškem Avditoriju, ga posneli in potem kot istoimenski album v živo (Tribute to Elvis) tudi izdali na albumu.
26. Januarja 2012 so v Grand hotelu Union dobili možnost nastopa z originalno skupino Elvisa Presleya TCB Band, kar so označili kot počastitev 15. obletnice delovanja skupine. Na kitari je igral James Burton, na basu Norbert Putnam, Ronnie Tutt ter Paul Lein pa sta bila za bobni.
Skupina je skozi leta večkrat menjala člane, saj v določenem obdobju niso imeli rednih nastopov. Rok Ferengia je poleg sodelovanja s skupino občasno deloval tudi kot solist, deloval pa je tudi v duetih npr. s Tanjo Žagar in Nadiyo Bychkovo, v duetu s Katjo Fašink je 2010 osvojil prvo mesto na festivalu Slovenska popevka.

## Trenutna zasedba
- Rok Ferengja - vokal,
- Blaž Črnivec - solo kitara, backvokal
- Bruno Domiter- bobni, backvokal
- Erik Čebokli - bas
- Blaž Jurjevčič - klaviature

## Nekdanji člani
- Miha Ferfolja - ritem kitara
- Damjan Kuzmijak - ritem kitara
- Franci Kumer - bas kitara
- Boštjan Traven - bas kitara
- Tomaž Repinc - bas kitara
- Tomaž Pavlin - klaviature
- Anže Strniša - klaviature
- Tadej Vasle - klaviature
- Robert Humar - klaviature
- Miro Hodža - bobni
- Tomaž Ferenc - bobni
- Anton Špec - saksofon
- Stane Vrbek - kitara

## Diskografija

### Albumi
- Da padeš dol (1997)
- Kako me mika (1998)
- V nevarni fazi (1999)
- Brez dvoma (2000)
- Največji uspehi (2002)
- Elvis je živ (2004)
- Tribute to Elvis (2005)

## Uspešnice
- Vedno bom le tebe ljubil
- Rad jo imam
- Jagode in čokolada
- Nika
- Novo leto
- Ostani še minuto

## Nastopi na glasbenih festivalih

### EMA
- 1997: Jagode in čokolada (Saša Lošić - Janez Zmazek, Saša Lošić - Saša Lošić, Saša Olenjuk) - 3. mesto (2.226 telefonskih glasov)
- 2002: Slika brez pozdrava (Dare Petrič - Rok Ferengja, Mišo Radovančevič, Damjan Kuzmijak - Rok'n'Band) - 10. mesto (2 točki)

1. ↑  Ferengja, Rok Ferengja (2019). [www.roknband.si/nasa-zgodba »Naša zgodba«]. Rok Ferengja. Rok Ferengja. Pridobljeno 2024. {{navedi splet}}: Preveri datumske vrednosti v: |accessdate= (pomoč); Preveri vrednost |url= (pomoč)